# Station Honor Oak Park
Station Honor Oak Park is een spoorwegstation van London Overground aan de verlengde East London Line en Southern en Govia Thameslink Railway (Thameslink) aan de Brighton Main Line in Londen (hoewel laatstgenoemde maatschappij niet stopt op dit station). Het station ligt in de wijk Honor Oak in de London Borough of Lewisham, Zuid-Londen, Engeland.